# Plătește vizirul
Plătește vizirul este o operă literară scrisă de Ion Luca Caragiale. 